# Mary Fitzroy, hertiginna av Richmond och Somerset

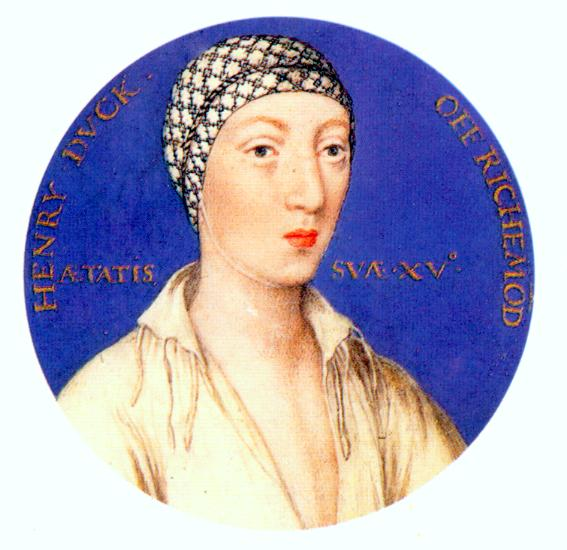
Miniatyrporträtt av Henry Fitzroy av Lucas Horenbout, 1534–1535.

Mary FitzRoy, hertiginna av Richmond och Somerset, född år 1519, död den 7 december 1557, född som Lady Mary Howard, var en engelsk adelskvinna. Hon blev genom sitt giftermål med Henrik VIII:s oäkte son med Elizabeth Blount, Henrik Fitzroy, 1:e hertig av Richmond och Somerset, kungens svärdotter.

## Biografi
Mary Fitzroy var yngre dotter till Thomas Howard, 3:e hertig av Norfolk, en medlem av Englands mäktigaste adelsfamilj. När Mary föddes var hennes far rikets näst främste adelsman, främst i rang stod hennes morfar, Edward Stafford, 3:e hertig av Buckingham. Efter Buckinghams avrättning år 1521 var Marys far den ende hertigen i kungariket. Detta förändrades år 1525 när kungen, Henrik VIII, lät upphöja sin oäkte son Henrik Fitzroy, till hertig av Richmond och Somerset. Henrik Fitzroy var kungens sexårige son med en tidigare älskarinna, Elizabeth Blount. 

### Äktenskap
Henrik Fitzroys omvårdnad hade lagts i händerna på kungens främste rådgivare Thomas Wolsey, men när denne föll i onåd år 1529 fick hertigen av Norfolk ta över huvudansvaret för Fitzroys uppfostran. Samtidigt uppstod tanken på ett äktenskap mellan Fitzroy och hertigens dotter, enligt uppgift var det kungen eller Anne Boleyn som låg bakom idén. Fyra år senare, i november 1533, var äktenskapsförhandlingarna klara och Mary, som då var femton år gammal, vigdes vid den unge hertigen av Richmond och Somerset, som även han var i 15-årsåldern. Äktenskapet var en triumf för familjen Boleyn, eftersom Mary tidigare varit medlem av Anne Boleyns hushåll och även var släkt med drottningen på mödernet. Mary hade reformerta idéer, vilket även det föll drottningen på läppen. För Mary och familjen Howard var äktenskapet också en stor framgång då Fitzroy vid denna tid var kungens enda manliga avkomma, vilket innebar att han av många betraktades som en möjlig tronarvinge. Tyvärr varade äktenskapet inte länge då den unge hertigen av Richmond och Somerset avled i tuberkulos knappt tre år senare, 1536. Han var då endast 17 år gammal. 

### Änkehertiginnan av Richmond
Av rädsla att det var överdriven sexuell aktivitet som föranlett hans äldre bror Arthur, prins av Wales för tidiga död, hade kungen beordrat att äktenskapet mellan Fitzroy och Mary inte fick fullbordas förrän de blivit lite äldre. Detta innebar att änkehertiginnan efter makens död inte fick behålla de stora egendomar som enligt äktenskapskontraktet skulle ha tillfallit henne om äktenskapet fullbordats, utan bara en mindre del av dem. Mary stannade dock vid hovet där hon var bästa vän med kungens systerdotter Margaret Douglas och Mary Shelton. När hennes släkting Katarina Howard gifte sig med kungen 1540 ingick hon i dennas uppvaktning. När Katarina Howard föll i onåd 1541 arresterades Mary och hela hennes familj och spärrades in för en kort tid i Towern. 
År 1538, och sedan ännu en gång år 1546, ansökte Marys far om rätt att gifta bort henne med Thomas Seymour, 1:e baron Seymour av Sudeley, vilket kungen beviljade. Marys bror Henry Howard, earl av Surrey såväl som Mary själv protesterade kraftigt mot detta, och giftermålet blev aldrig av. Surrey föreslog att Mary skulle försöka förföra den åldrande kungen och försöka bli hans älskarinna för att på det sättet försöka öka sin familjs inflytande. Hertiginnan blev dock mycket upprörd över detta förslag och sade sig hellre vilja skära halsen av sig än att genomföra en så skamlig plan. Detta ledde till en allvarlig konflikt mellan Mary och hennes bror, som greps och åtalades i december 1546, och hon ställde upp som vittne mot honom i den rättegång som ledde till hans dödsdom för högförräderi i januari 1547.
Hertiginnan gifte aldrig om sig, och efter Henrik VIII:s död år 1547 sökte hon sig alltmer bort från hovet. Då Mary mycket väl visste hur ärelysten hennes familj var, kan detta ha varit ett sätt att försöka skapa sig ett lugnt och skandalfritt liv. Mary Fitzroy levde resten av sitt liv på de egendomar hon ändå fått överta efter sin make, och dog år 1557.